# پرستودریایی‌های کوچک
پرستودریایی‌های کوچک (نام علمی: Sternula) نام یک سرده از تیره کاکاییان است.

## گونه‌ها
- پرستوی دریایی کوچک Sternula albifrons
- پرستوی دریایی کمینه Sternula antillarum
- پرستوی دریایی نهنگ‌نشین Sternula balaenarum
- پرستوی دریایی پرو Sternula lorata
- پرستوی دریایی پریوش Sternula nereis
- پرستودریایی خلیج فارس Sternula saundersi
- پرستوی دریایی نوک‌زرد Sternula superciliaris